# Штрубер, Герхард
Ге́рхард Штру́бер (нем. Gerhard Struber; 24 января 1977, Кухль, Зальцбург, Австрия) — австрийский футбольный тренер и бывший футболист, выступавший на позиции полузащитника.

## Карьера игрока
Штрубер провёл большую часть своей игровой карьеры в клубе «Аустрия Зальцбург», где играл с 1995 по 2001 год. В составе клуба выиграл австрийскую Бундеслигу в сезоне 1996/97 годов и Суперкубок Австрии в 1997 году. Также ещё играл за клубы Первой и Региональной лиг.

## Карьера тренера
Свою тренерскую деятельность Штрубер начал в академии клуба «Ред Булл Зальцбург», где с 2007 по 2010 год работал с командой 19 лет. В период с 2012 по 2014 год был главным тренером клуба «Кухль» из четвёртого дивизиона. Затем вернулся в академию «Ред Булл Зальцбург» в качестве тренера команды до 15 лет. В сезоне 2015/16 занимал пост ассистента главного тренера первой команды «Зальбурга». После окончания сезона вновь вернулся в клубную академию в качестве тренера команды до 16 лет. В сезоне 2017/18 совмещал должности главного тренера в команде «Зальцбурга» до 19 лет, выступавшей в Юношеской лиге УЕФА, и начальника команды в «Лиферинге», фарм-клубе «Зальбурга».
14 июля 2018 года Штрубер занял пост главного тренера «Лиферинга». 4 января 2019 года он ушёл в отставку с поста главного тренера «Лиферинга», чтобы сосредоточиться на подготовке к получению лицензии UEFA Pro, но остался в клубе на должности скаута.
28 мая 2019 года Штрубер, расторгнув контракт с «Лиферингом», действовавший до лета 2020 года, по обоюдному согласию сторон, возглавил клуб Бундеслиги «Вольфсберг», подписав однолетний контракт с опцией продления ещё на один год. После 14 матчей в чемпионате каринтийцы занимали третье место, как и сезоном ранее, и набрали четыре очка в первых четырёх матчах Лиги Европы УЕФА 2019/20 перед тем, как Штрубер покинул клуб.
20 ноября 2019 года Штрубер был назначен главным тренером английского клуба «Барнсли», выступавшего в Чемпионшипа, заключив контракт до 2022 года с опцией продления ещё на один год. К этому времени «Барнсли» занимал последнее место в Чемпионшипе, но ему удалось спасти клуб от выбывания.
6 октября 2020 года Штрубер возглавил клуб MLS «Нью-Йорк Ред Буллз». Чтобы освободить его от предыдущего контракта, американский клуб выплатил «Барнсли» нераскрытую сумму. В сезонах 2020, 2021 и 2022 клуб выходил в плей-офф, но ни разу не смог преодолеть первый раунд. 8 мая 2023 года «Нью-Йорк Ред Буллз» расстался со Штрубером по обоюдному согласию сторон. После 11 матчей сезона 2023 клуб набрал девять очков и осел на последнем месте Восточной конференции.
31 июля 2023 года Штрубер был назначен главным тренером «Ред Булл Зальцбург», подписав с клубом двухлетний контракт.

### Статистика
| Команда            | Начало работы  | Окончание работы | Результаты | Результаты | Результаты | Результаты | Результаты |
| Команда            | Начало работы  | Окончание работы | И          | В          | Н          | П          | В %        |
| ------------------ | -------------- | ---------------- | ---------- | ---------- | ---------- | ---------- | ---------- |
| Лиферинг           | 1 июля 2018    | 4 января 2019    | 15         | 6          | 1          | 8          | 040,00     |
| Вольфсберг         | 1 июля 2019    | 19 ноября 2019   | 21         | 11         | 4          | 6          | 052,38     |
| Барнсли            | 19 ноября 2019 | 6 октября 2020   | 39         | 14         | 8          | 17         | 035,90     |
| Нью-Йорк Ред Буллз | 6 октября 2020 | 8 мая 2023       | 87         | 33         | 23         | 31         | 037,93     |
| Ред Булл Зальцбург | 31 июля 2023   | 15 апреля 2024   | 34         | 20         | 6          | 8          | 058,82     |
| Кёльн              | 1 июля 2024    | н. в.            | 0          | 0          | 0          | 0          | —          |
| Всего              | Всего          | Всего            | 196        | 84         | 42         | 70         | 042,86     |

## Достижения
Как игрока
Командные
 «Аустрия Зальцбург»
- Чемпион Австрии: 1996/97
- Обладатель Суперкубка Австрии: 1997